# Ansteel
Ansteel, voluit de Anshan Iron and Steel Group Corporation, is een Chinees staalbedrijf. Naar productie was Ansteel in 2020 met 38 miljoen ton de op zes na grootste staalproducent ter wereld en de op drie na grootste in China.

## Activiteiten
Ansteel heeft een dertigtal afdelingen waaronder zes ijzerertsmijnen. Het bedrijf is gericht op hoogwaardig staal dat onder meer toegepast wordt in de elektronica- en de automobielindustrie. Zo is onder meer autobouwer Volkswagen klant.

## Geschiedenis
In 1916 werden de Staalwerken van Showa opgericht in het toen Japanse Mantsjoerije. Na het Japanse verlies in de Tweede Wereldoorlog werd de staalfabriek ontmanteld en naar de Sovjet-Unie verhuisd. Een paar jaar later werd op dezelfde plaats een nieuwe fabriek gebouwd. De onderneming heette nu Anshan IJzer en Staal.
In 2002 werd een partnerschap aangegaan met het Duitse ThyssenKrupp voor de productie van plaatstaal voor de automobielindustrie in Dalian. In 2015 werd de samenwerking uitgebreid met een joint venture in Chongqing.
In 2004 kwam het bedrijf op de beurzen van Hong Kong en Shenzhen.
In 2005 werd aangekondigd dat Ansteel zal fuseren met Benxi Steel om samen de staalreus Anben Steel te vormen. Dit plan werd een jaar later afgevoerd. In 2021 werd alsnog een belang van 51 procent verworven.
In 2010 werd Pangang (Panzhihua IJzer en Staal) overgenomen, in 2018 Chaoyang Steel en in 2019 het Australische ijzerertsbedrijf Gindalbie Metals. Pangang is 's werelds grootste producent van vanadiumproducten. In 2021 kreeg Ansteel 51 procent van de Benxi Steel Group van de regionale overheid in het kader van de consolidatie van de Chinese staalindustrie. De combinatie zou de op twee na grootste staalproducent ter wereld worden met een jaarproductie van circa zeventig miljoen ton.